# Eretmocerus ostovani
Eretmocerus ostovani is een vliesvleugelig insect uit de familie Aphelinidae. De wetenschappelijke naam is voor het eerst geldig gepubliceerd in 2010 door Ghahari & Abd-Rabou.